# Freudovo muzeum (Vídeň)
Freudovo Muzeum ve Vídni (německy Sigmund Freud Museum) je muzeum v Berggasse 19 ve vídeňském městském okrese Alsergrund provozované nadací Sigmund Freud Privatstiftung, které zpřístupňuje prostory, v nichž 47 let žil a pracoval zakladatel psychoanalýzy Sigmund Freud. V tomto domě, jenž je znám jako místo, kde se poprvé etablovala tato léčebná metoda, bylo v roce 1971 založeno muzeum, které po rozsáhlé renovaci roku 2020 představuje nejen všechny privátní prostory rodiny, ale také ordinace Sigmunda a Anny Freudových. Trvalá expozice znázorňuje vývoj psychoanalýzy, rodinný život věhlasného lékaře a dějiny tohoto domu. Z původního vybavení je k vidění čekárna před ordinací vybavená originálním plyšovým nábytkem. V Berggasse 19 Freud napsal řadu významných spisů, např. svůj Výklad snů (1900). V patnáctipokojovém bytě s četnými dokumenty a fotografiemi je vystavena část Freudovy sbírky antických sošek a nejrůznější memorabilie, které muzeu věnovala jeho dcera Anna. Součástí muzea je knihovna, archiv a kavárna.

## Historie

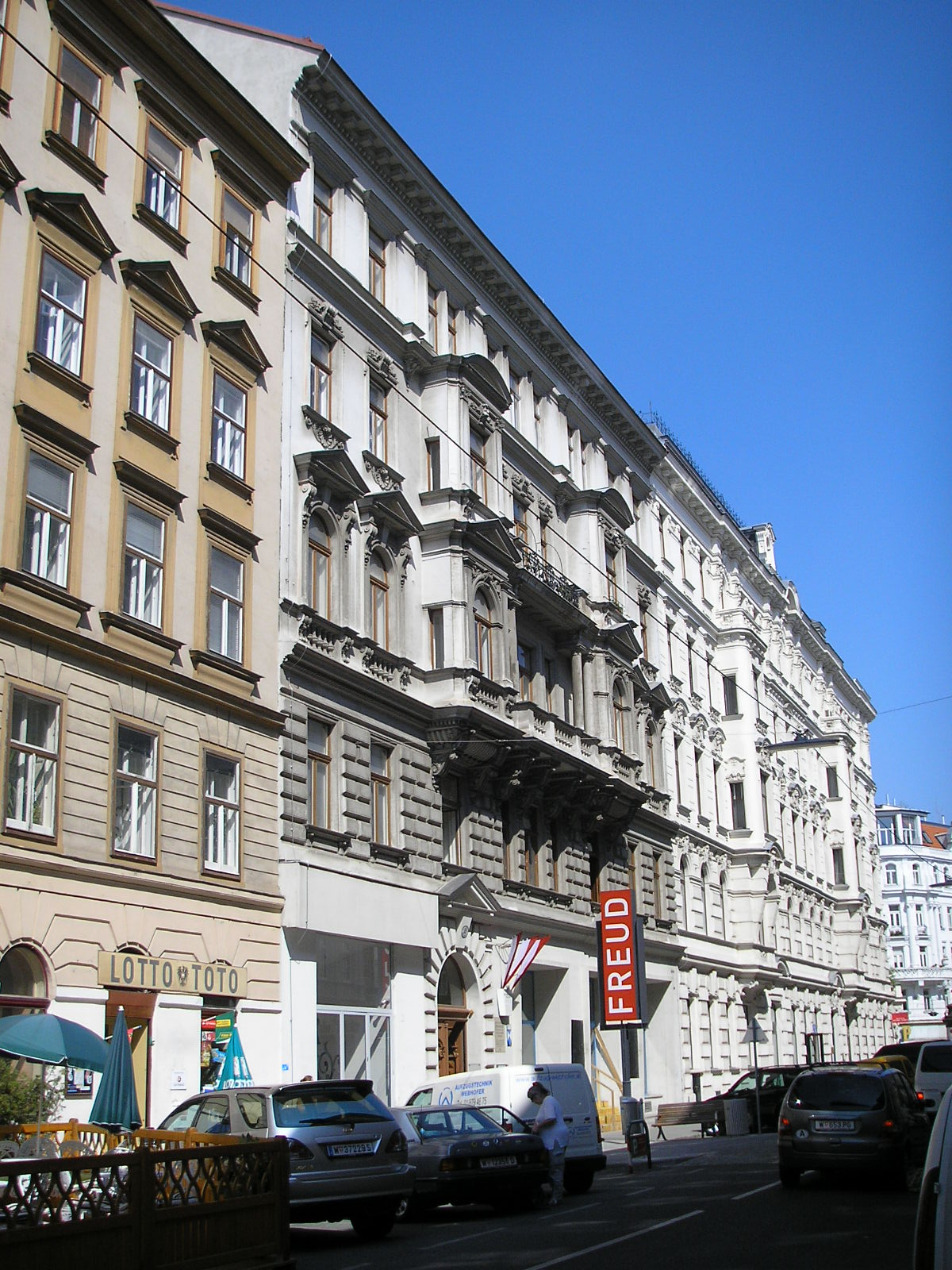
Dům v Berggasse 19

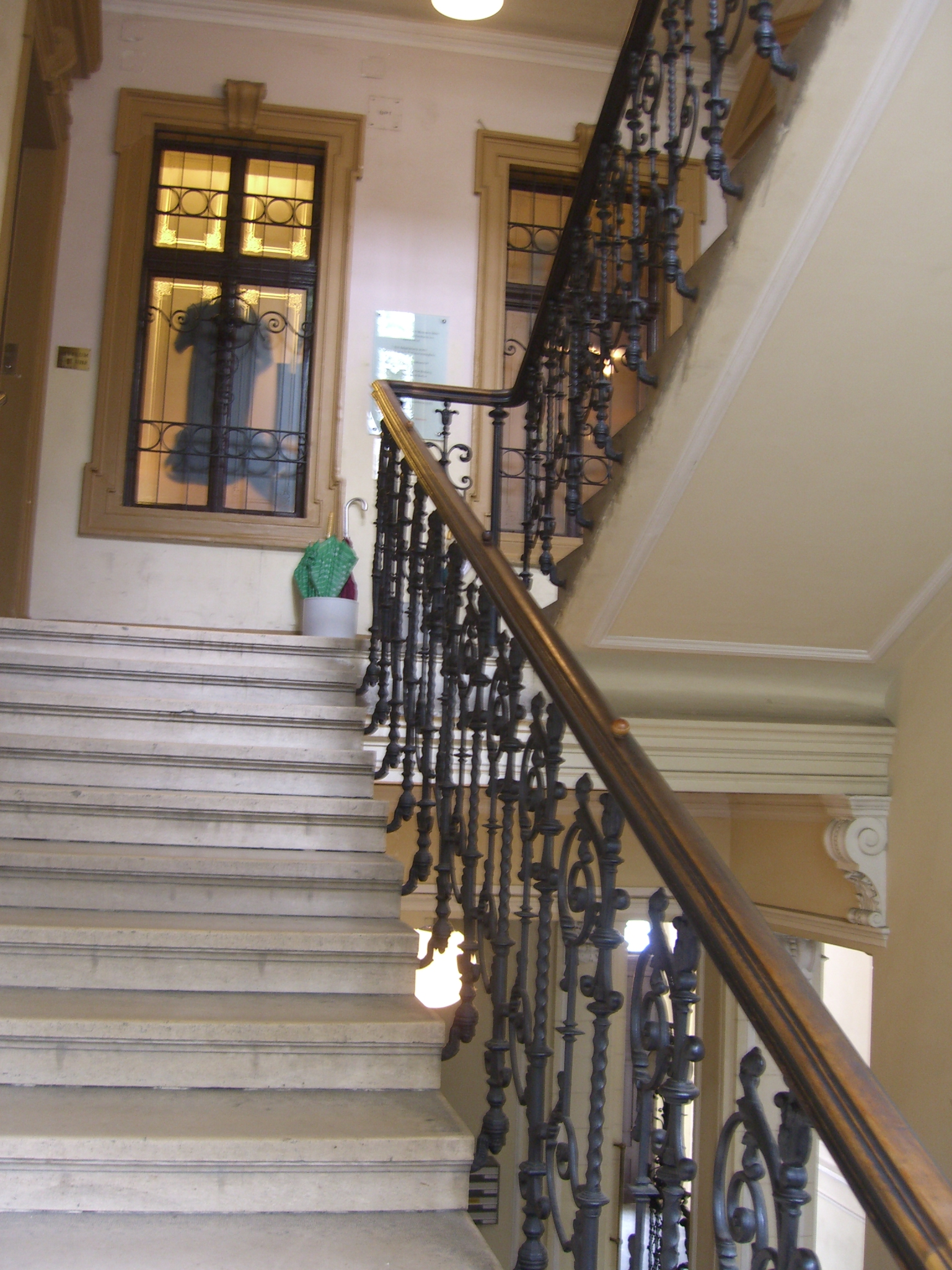
Schodiště k bytu a ordinaci

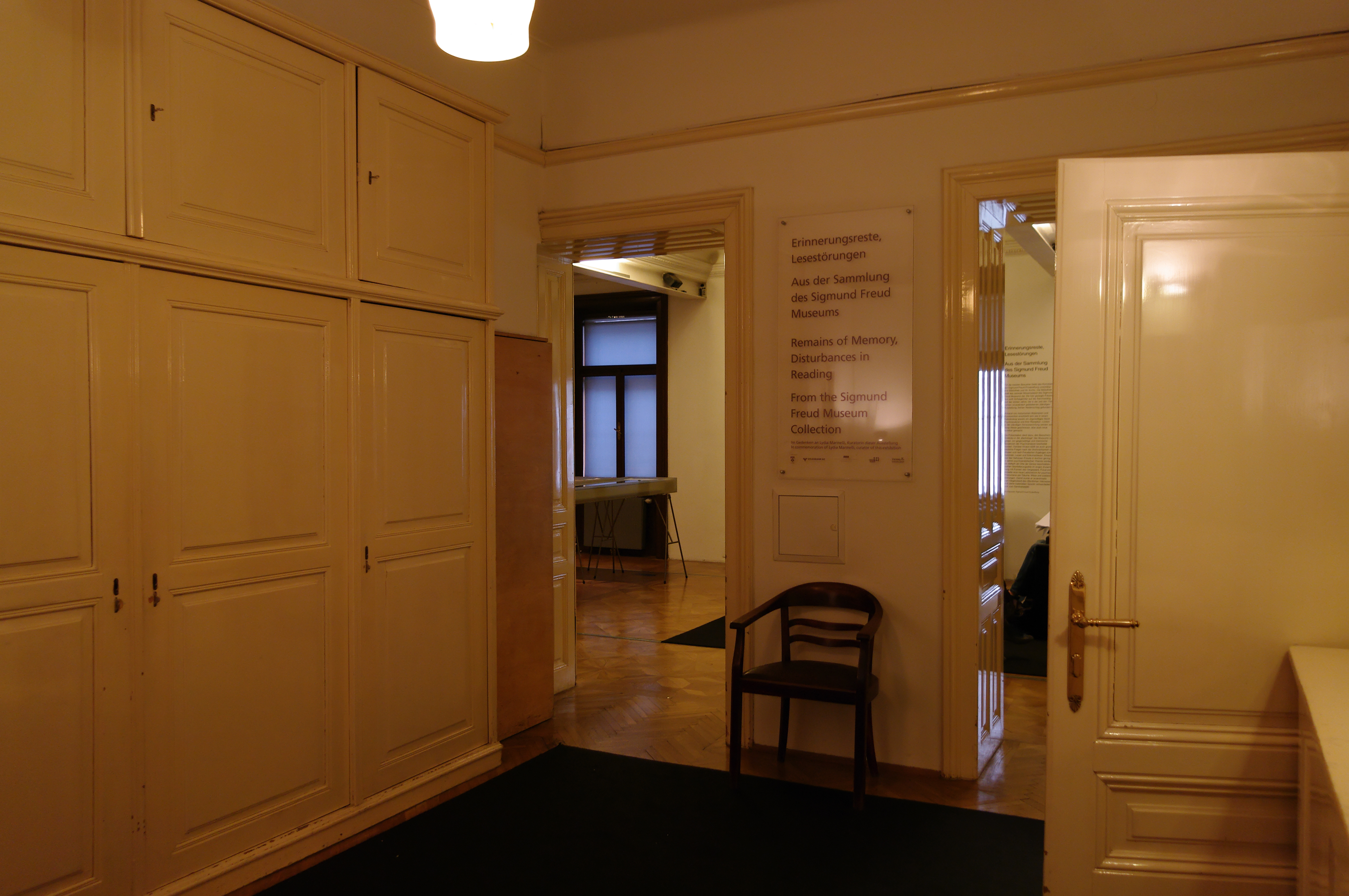
Vstupní prostory s původní zabudovanou skříní na šatstvo

Dne 15. června 1971 byla poprvé jako muzeum zpřístupněna bývalá ordinace Sigmunda Freuda v Berggasse 19.  O tři roky dříve, v listopadu 1968, byla založena Společnost Sigmunda Freuda ve Vídni. Bývalý spolkový kancléř Josef Klaus reagoval po jedné cestě do Spojených států amerických na komentáře o nedostatečném připomínání Freuda a jeho díla ve Vídni a – později – přizval zájmové organizace a jednotlivce ke spolupráci. Pod vedením profesora Friedricha Hackera, prvního předsedy Freudovy společnosti, byla psychoanalytikova bývalá praxe vykoupena s pomocí města a subvencí spolkové vlády a poté byla adaptována na muzeum. V roce 1971 bylo dokončeno restaurování těchto prostor. Za účasti Anny Freudové, nejmladší dcery, která poprvé od svého vyhnání dorazila do Vídně, bylo muzeum zpřístupněno, protože v tu samou dobu – od 26. do 30. července 1971 – se ve městě konal 27. Mezinárodní psychoanalytický kongres.
Anna Freudová mohla opustit Vídeň se svým otcem, svou matkou a tetou Minnou Bernaysovou 4. června 1938. Přitom bylo Freudovi umožněno, aby si vzal do Londýna svoji sbírku antických sošek, větší část knihovny a další vybavení bytu. Jeho dcera Anna, sama psychoanalytička, která se od smrti svého otce v září 1939 snažila udržet poslední londýnský byt s nábytkem, soškami, obrazy a knihami v nezměněné podobě, věnovala muzeu ve Vídni zařízení původní čekárny. V ordinaci a pracovně vytvořil dr. Harald Leupold-Löwenthal, pozdější předseda Společnosti Sigmunda Freuda, veřejně přístupnou expozici skládající se ze 140 fotografií a originálních dokumentů. V roce 1974 věnovala muzeu Freudova rodina další cenné exponáty, které byly do expozice zařazeny během následujícího desetiletí. V roce 1984 byly výstavní prostory poprvé renovovány, antická sbírka v bývalé ordinaci byla nově aranžována a doplněna o jednotlivé sbírkové předměty a rukopisy.
Dne 17. června 1984 bylo otevřeno muzeum v této nové podobě. Na stěnách ordinace a pracovny byly instalovány fotografie Edmunda Engelmanna, které zprostředkovávají optický dojem z původního vybavení. Tyto jedinečné fotografie všech místností bytu v Berggasse 19 pocházejí z roku 1938 a byly pořízeny jako dokumentace bytu a praxe Sigmunda Freuda krátce před emigrací. V roce 1986 získala Freudova společnost bývalý privátní byt jeho rodiny, který se nachází ve stejném poschodí naproti ordinaci. Finance na tento výkup pocházely z výnosu benefičního koncertu Leonarda Bernsteina v předchozím roce, který byl věnován Freudově společnosti, jakož i z podpory spolkového ministerstva pro vědu a výzkum a města Vídně. U příležitosti 50. výročí lékařova úmrtí bylo z iniciativy Josepha Kosutha osloveno sedm mezinárodně známých umělců (John Baldessari, Pierpaolo Calzolari, Georg Herold, Jenny Holzerová, Ilja Kabakov, Joseph Kosuth a Franz West), aby věnovali jedno ze svých děl Freudově společnosti. Tato sbírka je od 26. září 1989 prezentována v bývalém bytě. S velkorysou podporou spolkové vlády a města byla v lednu 1991 nově otevřena Freudova knihovna. V roce 1992 bylo muzeum rozšířeno o někdejší ordinaci a obytnou místnost Anny Freudové. O rok později prošla renovací bývalá čekárna. Celkovou úpravu všech prostor a adaptaci na knihovní účely provedl po roce 1989 architekt Wolfgang Tschapeller. V roce 2020 proběhla poslední rozsáhlá renovace a prostory muzea, které dřív zaujímaly asi dvě třetiny bytu, byly rozšířeny o všechny původní místnosti.

## Knihovna
Knihovna Sigmunda Freuda v Berggasse 19 se nejdříve v letech 1974–1991 nacházela v prostorách bývalé ordinace Anny Freudové, kde jsou dnes výstavní prostory. Základem fondu jsou četné dary. Tato knihovna, která je jednou z největších psychoanalytických studijních knihoven v Evropě, mimo jiné nabízí Freudovy spisy v nejrůznějších vydáních, jakož i publikace Mezinárodního psychoanalytického nakladatelství z doby před rokem 1945. Fond obsahuje rovněž specializované časopisy, jako je Internationale Zeitschrift für Psychoanalyse, Imago a Zeitschrift für psychoanalytische Pädagogik, dále anglojazyčné časopisy The International Journal of Psycho-Analysis, The Psychoanalytic Quarterly a American Imago a konečně asi 25 000 svazků k aplikované i teoretické psychoanalýze, psychoanalytické pedagogice a k celkovým dějinám této léčebné metody. V roce 1991 převzala Společnost Sigmunda Freuda 500 knih z knihovny Anny Freudové. Knihovna vlastní kompletní první vydání vědcových děl a úplné v kůži vázané sebrané spisy. Mezi darovanými exempláři je první vydání Výkladu snů s Freudovým osobním rukopisným věnováním a vydání Dickensova Davida Copperfielda, které daroval při zásnubách své budoucí manželce. Knihovna Sigmunda Freuda je pro badatelské účely veřejně přístupná a poskytuje prezenční i absenční výpůjčky.

## Archiv
Archiv Sigmunda Freuda byl zřízen v roce 1971 a vznikal z nejrůznějších darů, sbírkové činnosti a nákupů. Do roku 1992 v něm bylo shromážděno asi 50 000 dokumentů, fotografií, rukopisů, zvukových nahrávek a dalších archiválií. Ty byly v letech 1992–1993 nově roztříděny, uspořádány a zpřístupněny pro badatelské účely. Archiv a knihovna organizují pravidelné výstavy k vybraným tématům z dějin psychoanalýzy. Dokumenty se také zapůjčují na různé zahraniční výstavy. Muzeum, knihovna a archiv fungují pod odbornou záštitou Freudovy společnosti ve Vídni. Od roku 1991 existuje rovněž podpůrčí Spolek přátel Freudova muzea.

## Dům vBerggasse 19
Dům v Berggasse 19, v němž dnes sídlí Freudovo muzeum, knihovna, archiv a sekretariát jeho společnosti, byl vystavěn v roce 1891 podle plánů architekta Alfreda Stierlina. V letech 1881–1889 na této adrese bydlel Victor Adler, spoluzakladatel Sociálnědemokratické dělnické strany Rakouska. Sigmund Freud se v září 1891 se svou rodinou nastěhoval do mezaninového bytu nalevo od schodiště a ordinoval až do roku 1908 v přízemí. Tato první praxe se od roku 1976 využívá jako sekretariát a archiv společnosti. Až do roku 1908 žila Freudova sestra, Rosa Grafová, v mezaninovém bytě napravo od schodiště. Teprve poté, co se odstěhovala, si Freud zařídil v jejím někdejším bytě novou ordinaci. Po dalších 30 let byl mezanin domu v Berggasse 19 až do emigrace 4. června 1938 centrem, z něhož se psychoanalýza rozšířila do celého světa. Dnes je celá budova, která je programově nazývána jako „Dům Sigmunda Freuda“, v majetku města. Od roku 1974 je chráněna jako kulturní dědictví podle Haagské úmluvy na ochranu kulturních statků. V roce 1953 byla na fasádě domu instalována pamětní deska s nápisem: „V tomto domě v letech 1891–1938 žil a působil profesor Sigmund Freud, tvůrce a zakladatel psychoanalýzy.“

## Freudův byt a ordinace
Celková plocha někdejšího privátního bytu lékařovy rodiny, jakož i ordinace Sigmunda a Anny Freudových činí 550 m2. Dveře č. 6 v mezaninu domu v Berggasse 19, v němž se nachází současné muzeum, nesou štítek ordinace, ve vstupních prostorách je zachovaná původní vestavěná dřevěná skříň na šatstvo. V prostorách jsou vystaveny dva kufry z Freudova vlastnictví a několik menších memorabilií.  Úzká chodba, která vede ke vstupním prostorám, byla zařízena poté, co lékař onemocněl rakovinou. Mřížování dveří bylo restaurováno podle dochovaných fotografií. Pacienti a návštěvníci vstupovali skrze dveře s leptanými skly do čekárny před ordinací. Tato bývalá čekárna byla rekonstruována podle vzpomínek Anny Freudové a hospodyně Pauly Fichtlové. K darům lékařovy dcery patří 79 exponátů z otcovy antické sbírky, z nichž je patrný jeho zájem o klasickou archeologii. Při renovaci prostor v roce 1993 byly odkryty pozdější tapety, pod nimiž se skrývala původní výmalba, která je zachycena na snímcích Edmunda Engelmanna. Čekárna je jedinou místností, jež byla v plném rozsahu uvedena do původní podoby. Ordinace a pracovna jsou v zásadě uspořádány podle fotografické dokumentace. Většina nábytku a větší část antické sbírky, kterými byly dříve vybaveny, je ve Freudově muzeu v Londýně. Pozůstatkem původního uspořádání jsou originální kachlová kamna, kterých je tu celkem 12. Ve vitrínách jsou vystavena první vydání, zvláštní tisky a separáty, z části s autorovým rukopisným věnováním. Vlevo od vchodu vedou úzké dveře do prostor, které od roku 1923 obývala Anna. V bývalé kuchyni se zachovanou podlahou z umělého kamene byla zařízena mediální místnost s obrazovými a zvukovými dokumenty. V někdejší ordinaci a pokoji Anny Freudové byly v roce 1992 vytvořeny pamětní místnosti připomínající její život a dílo.

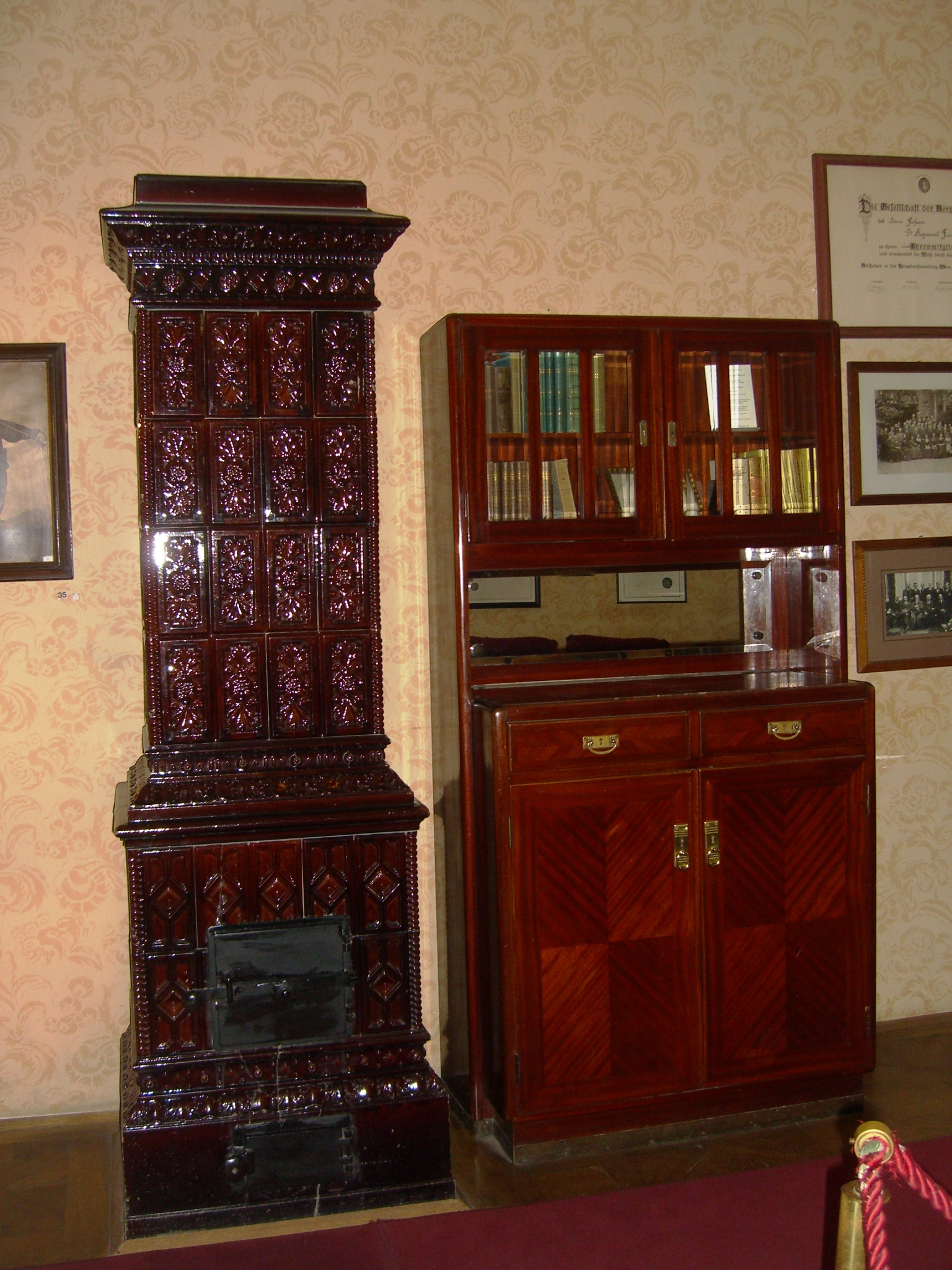
Kachlová kamna a knihovna v čekárně
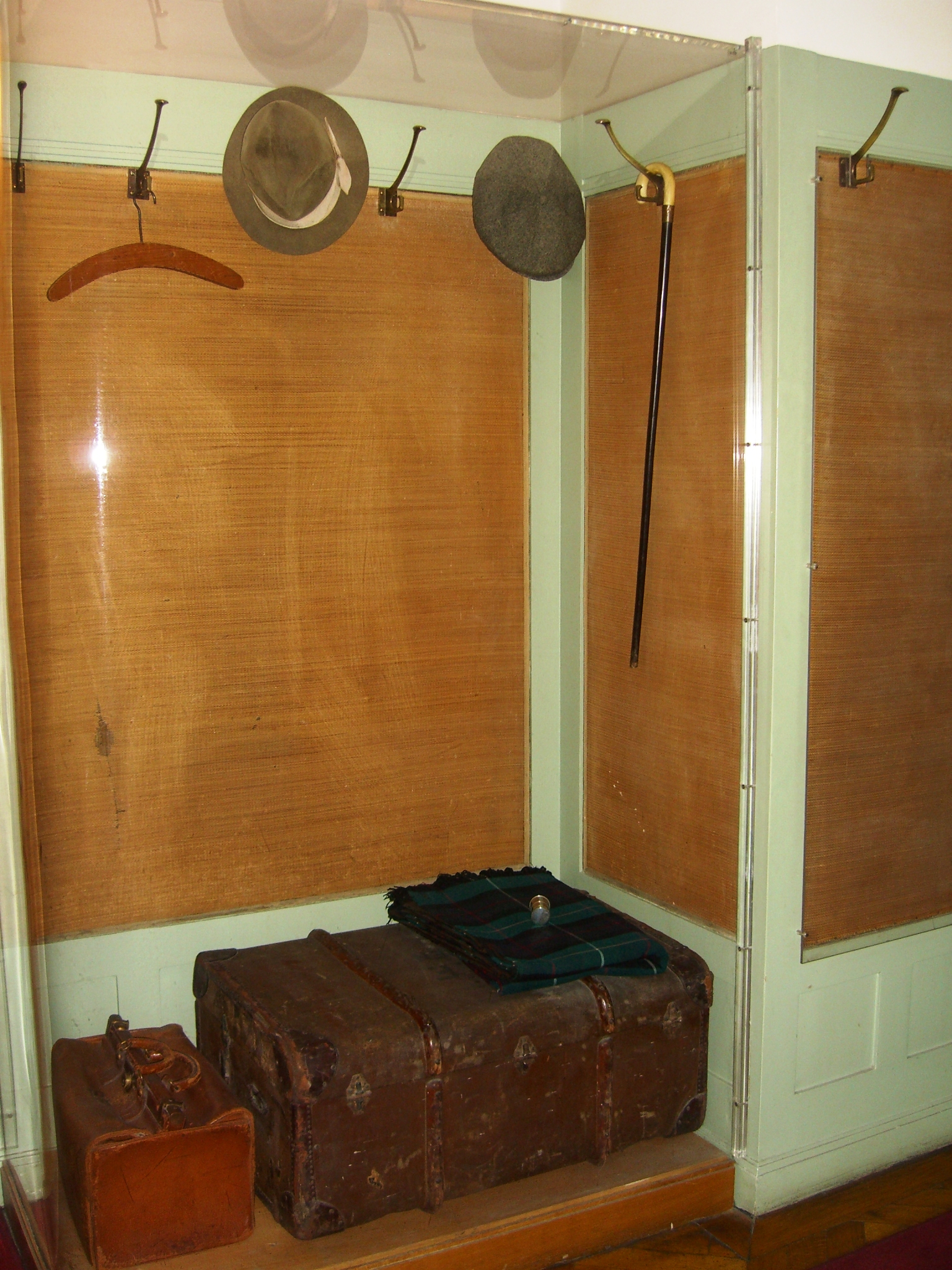
Převlékárna
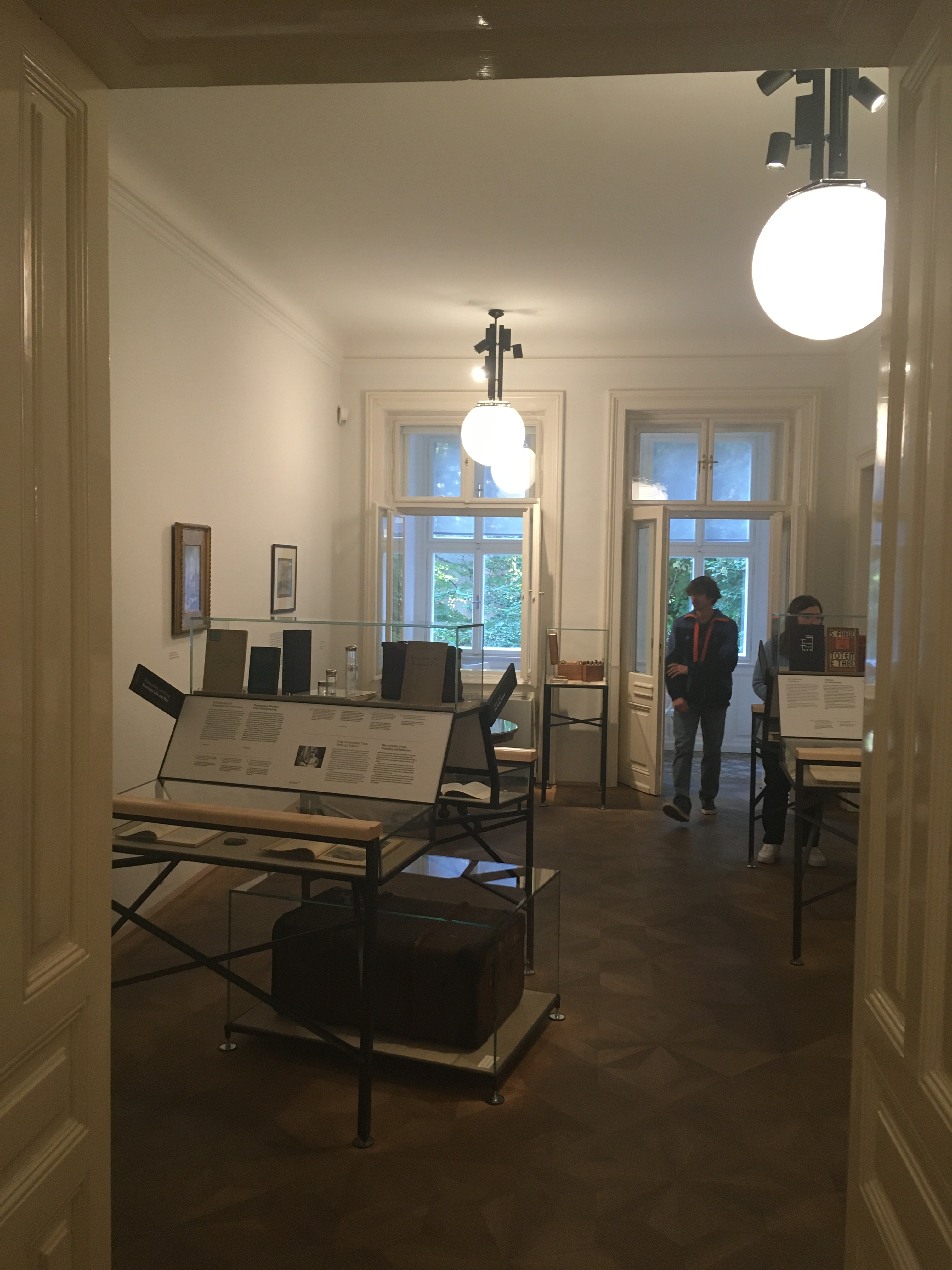
Pánský salón
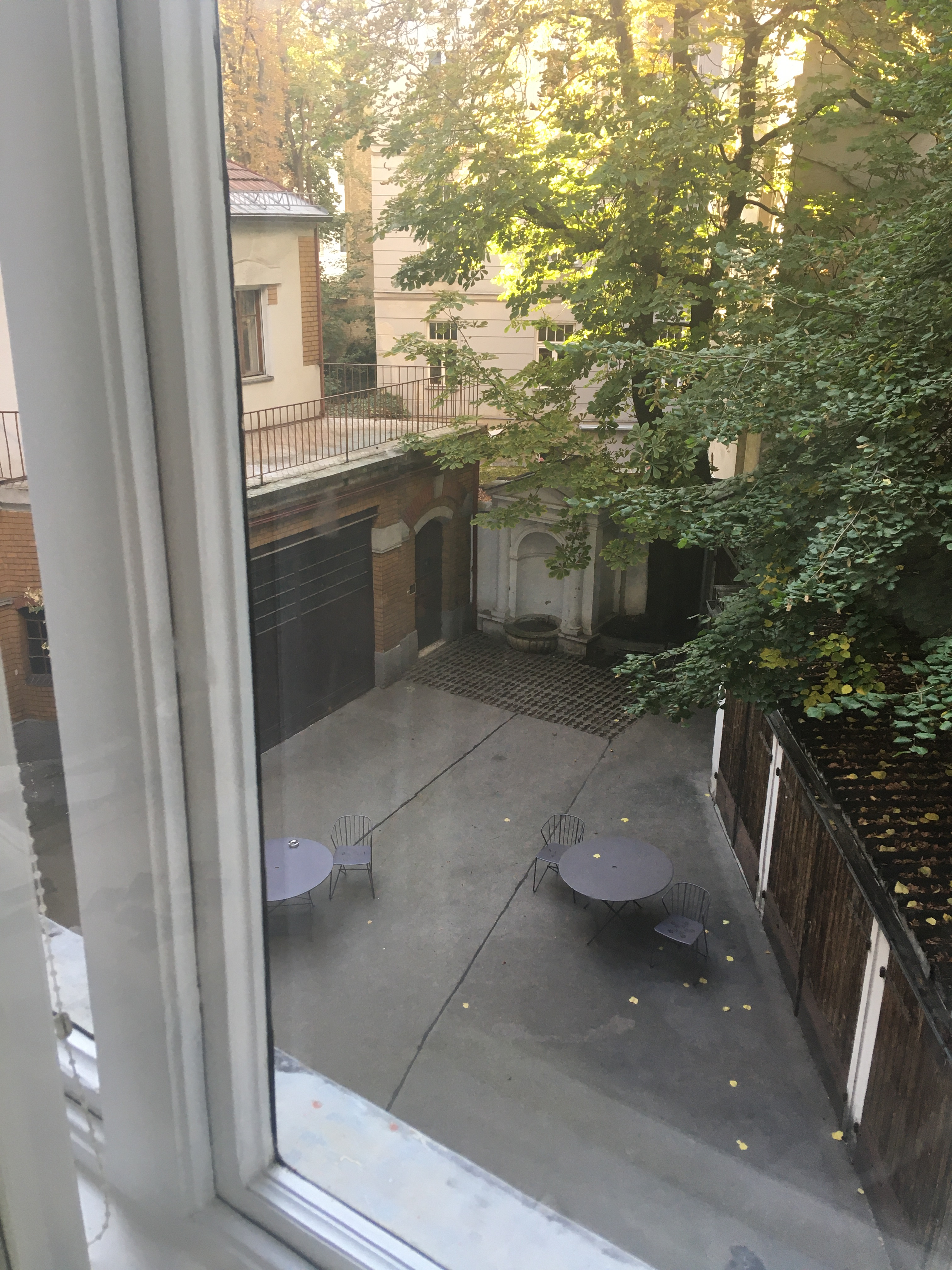
Výhled z verandy
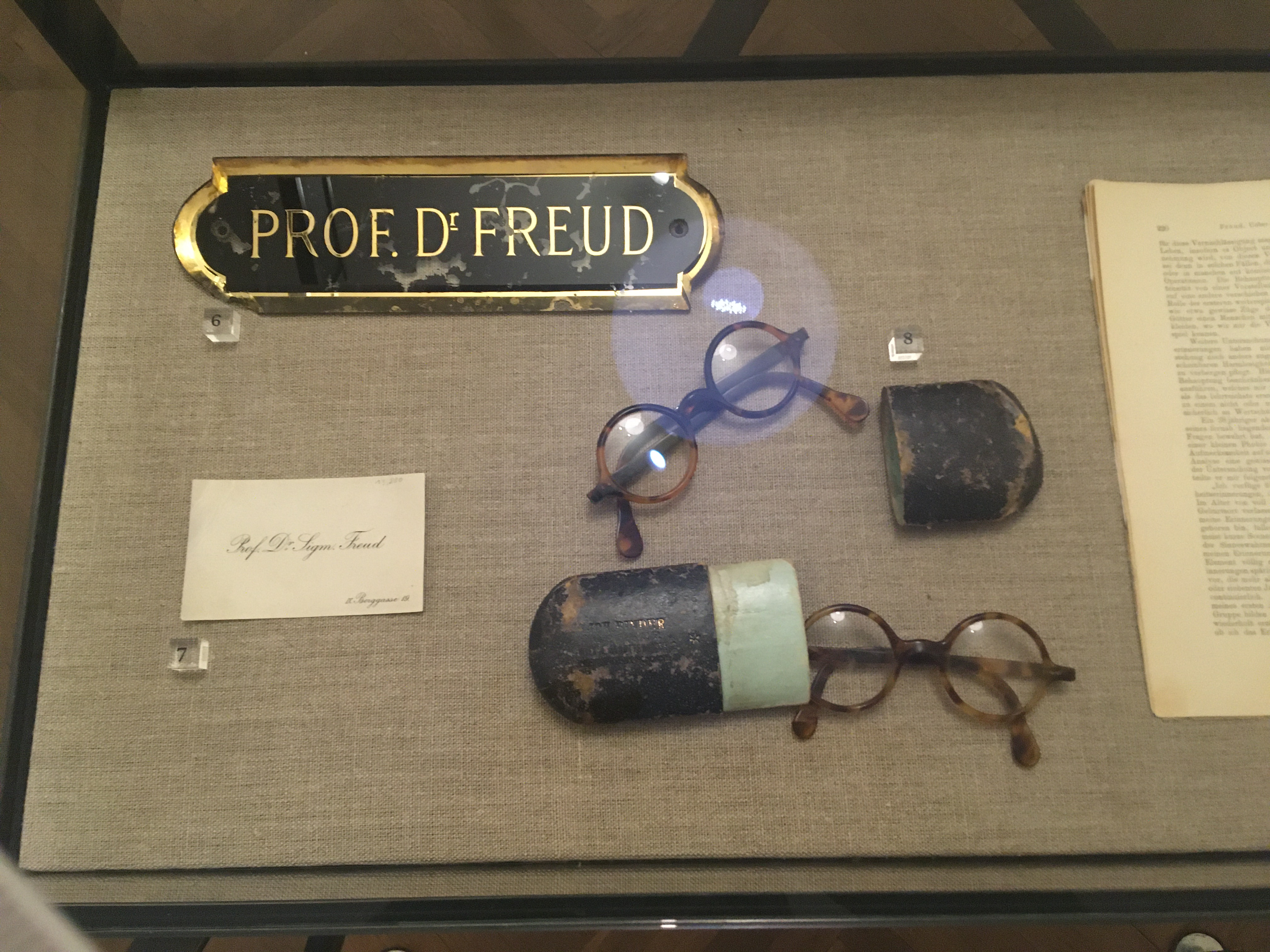
Původní štítek na dveře a brýle
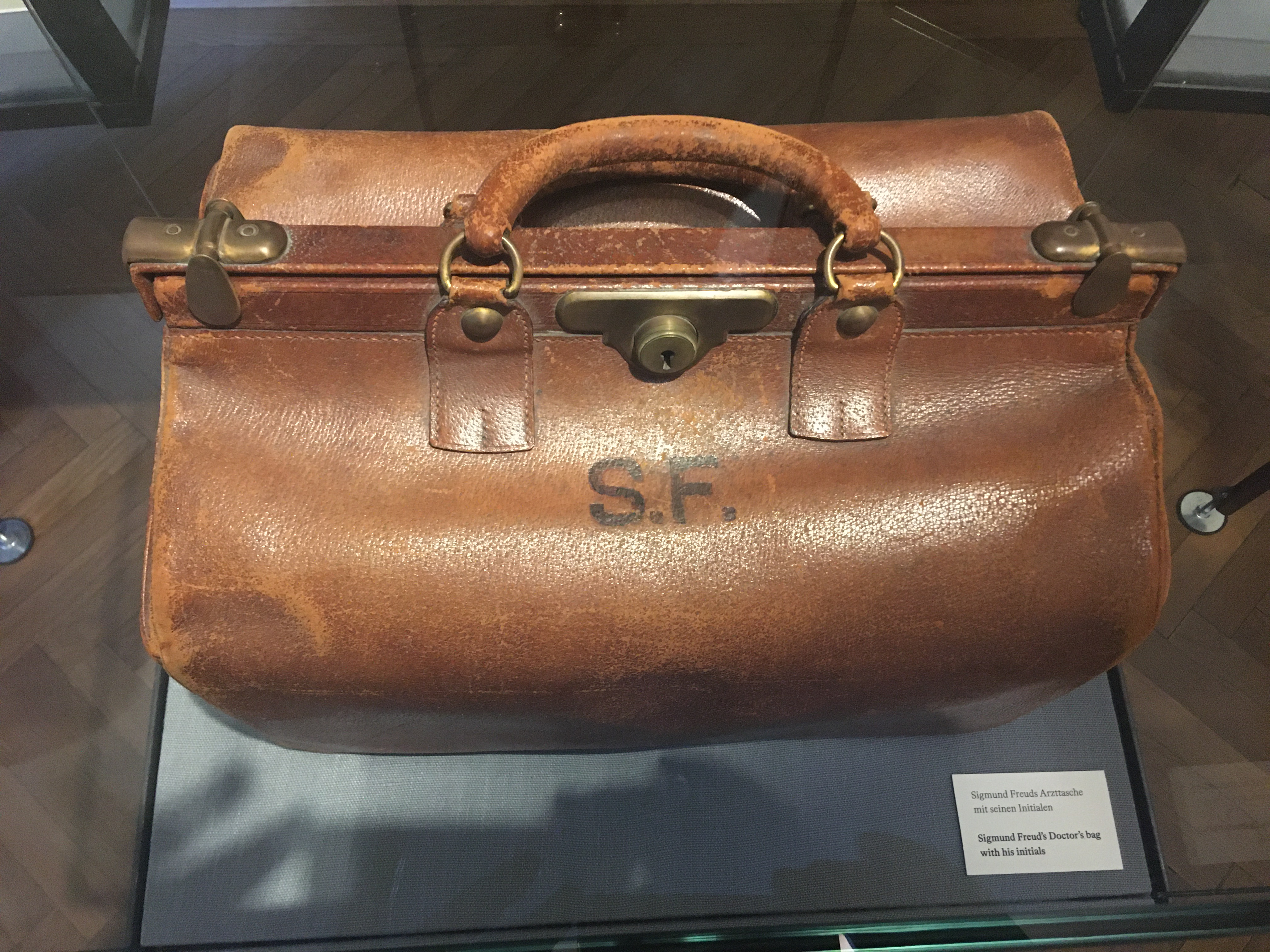
Freudova lékařská brašna
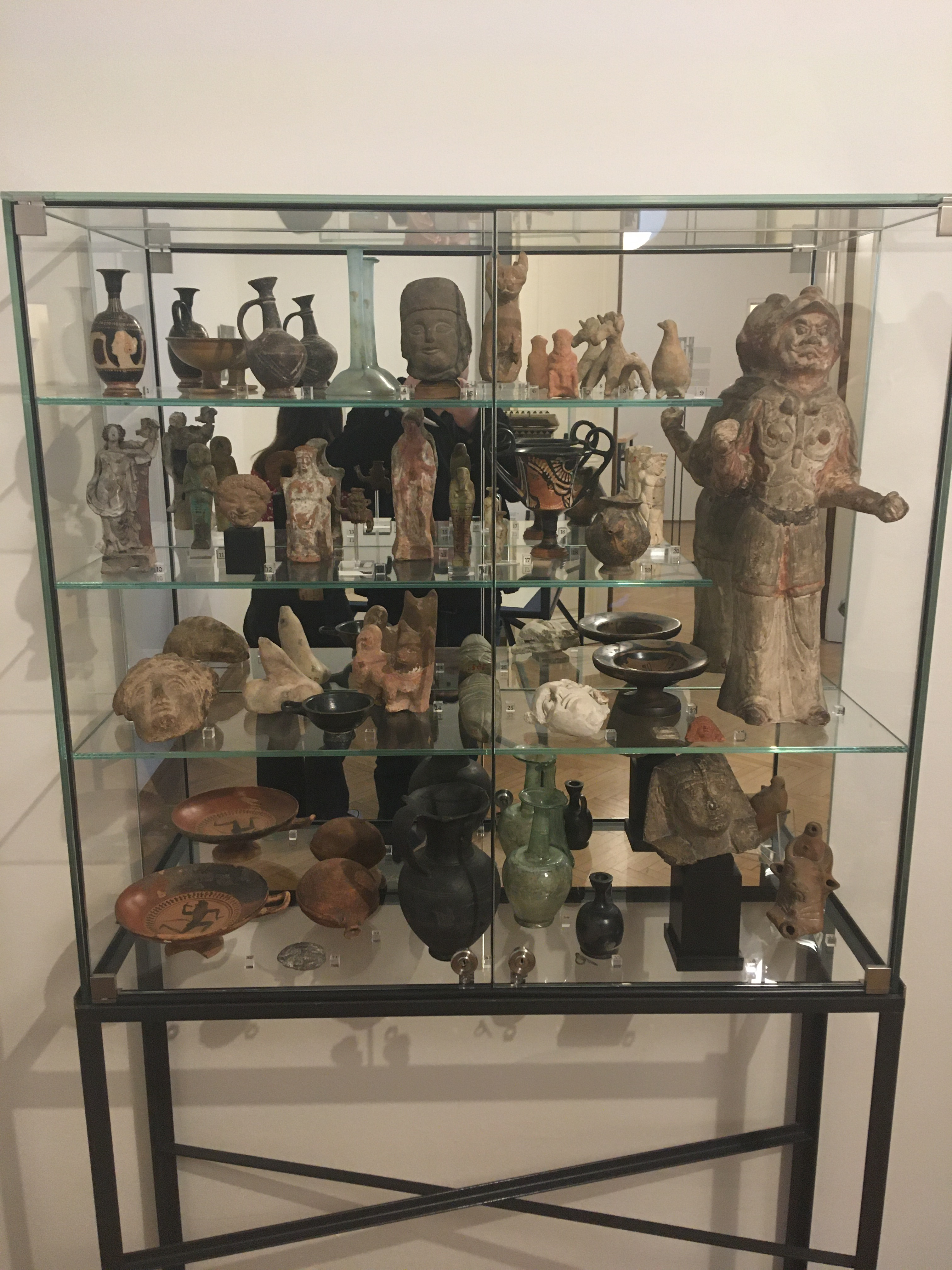
Část antické sbírky
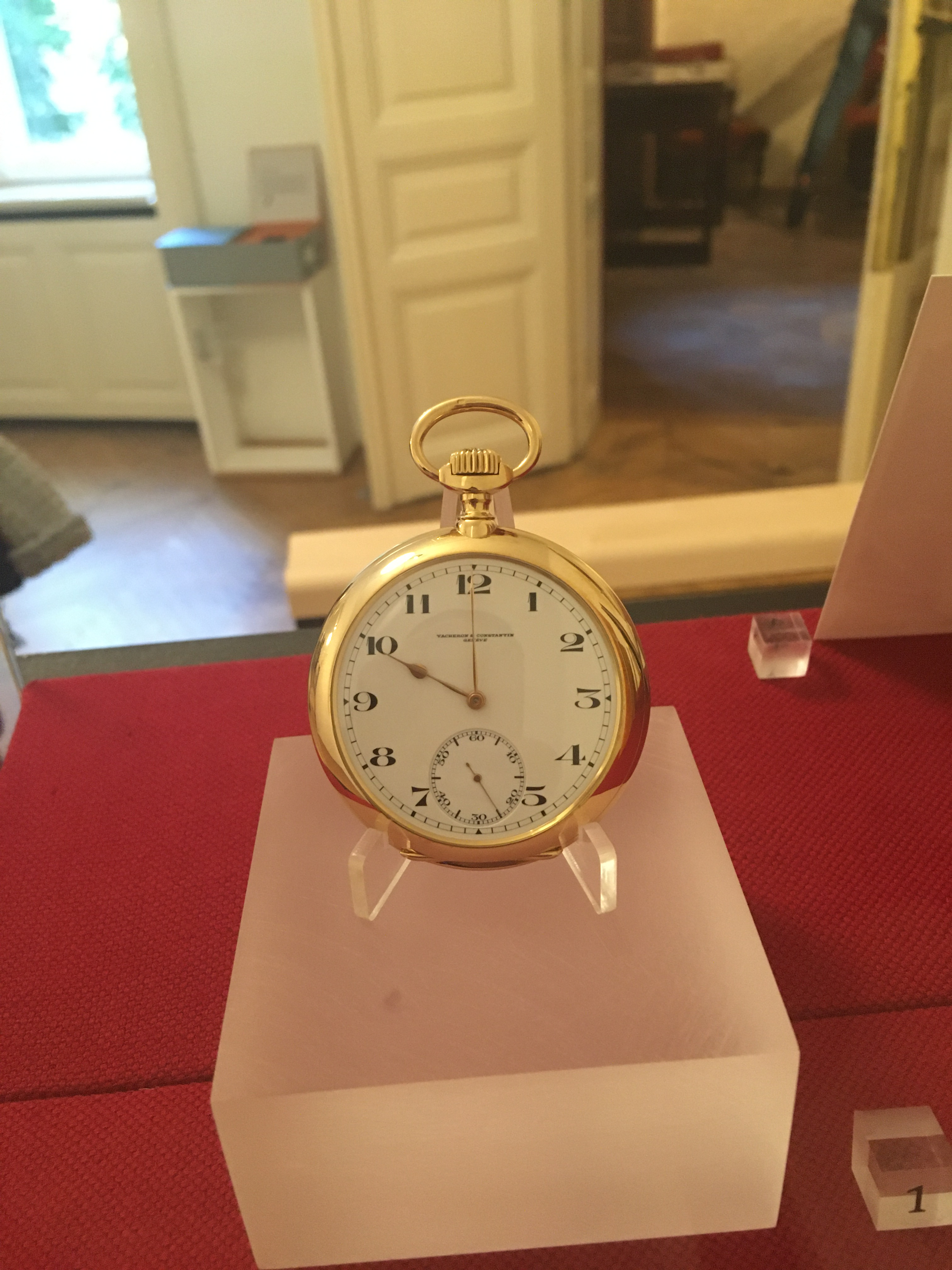
Freudovy kapesní hodinky Vacheron Constantin

## Publikace

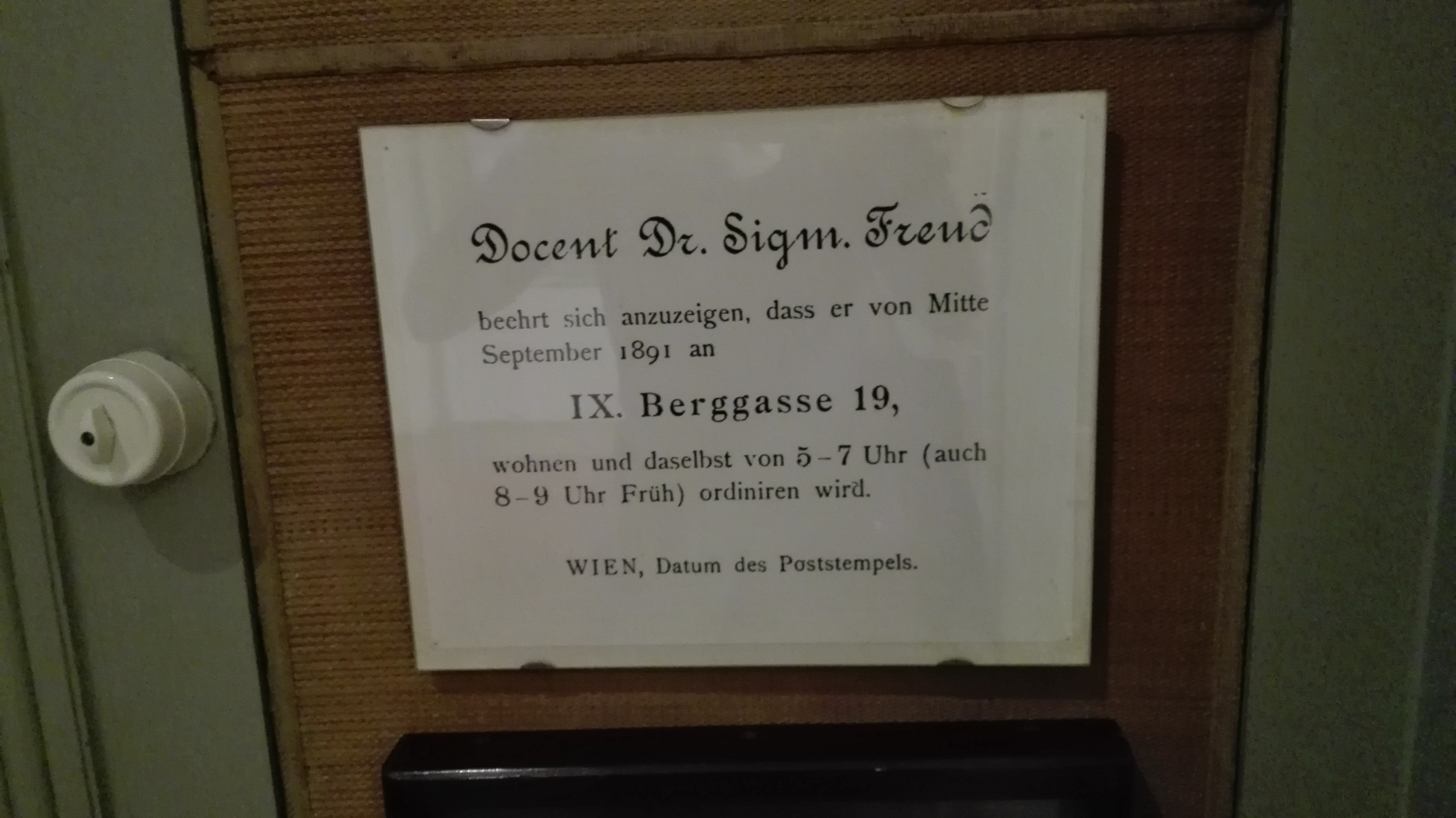
Potvrzení o otevření lékařské praxe

- „Meine ... alten und dreckigen Götter“ : aus Sigmund Freuds Sammlung ; [Katalog zur Ausstellung "Meine ... Alten und Dreckigen Götter" - aus Sigmund Freuds Sammlung] ; Sigmund-Freud-Museum, Wien, 18.11.1998 – 17.2.1999. Příprava vydání Lydia Marinelli. Frankfurt/Main: Stroemfeld, 1998. 176 s. ISBN 978-3-87877-746-5. (německy)
- Sigm.-Freud-Museum.  Wien: Turia + Kant, 1999–2001. ISSN 1684-1344. (německy)
- Newsletter des Sigmund Freud-Museums.  Wien: Museum, 2001–2003. ISSN 1684-1344. (německy)
- Freuds verschwundene Nachbarn : [26. März bis 28. September 2003, Sigmund-Freud-Museum Wien]. Příprava vydání Lydia Marinelli. Wien: Turia und Kant, 2003. 127 s. ISBN 978-3-85132-365-8. (německy)
- Freuds verschwundene Nachbarn : [26. März bis 28. September 2003, Sigmund-Freud-Museum Wien]. Příprava vydání Lydia Marinelli. 2. vyd. Wien: Turia + Kant, 2004. 127 s. ISBN 978-3-85132-407-5. (německy)
- Die Couch : vom Denken im Liegen ; [5. Mai - 5. November 2006, Sigmund-Freud-Museum Wien ; eine Ausstellung der Sigmund-Freud-Privatstiftung anlässlich des 150. Geburtstages von Sigmund Freud]. Příprava vydání Lydia Marinelli. München ; Berlin ; London ; New York: Prestel, 2006. 239 s. ISBN 978-3-7913-3688-6. (německy)
- 40 Jahre Sigmund Freud Museum : eine Festschrift. Příprava vydání Inge Scholz-Strasser. Wien: [Sigmund Freud Privatstiftung], 2012. 176 s. (německy)
- Parallelaktionen : Freud und die Literaten des Jungen Wien = Parallel actions : Freud and the writers of Young Vienna. Příprava vydání Monika Pessler, Sigmund Freud Museum Vienna. Vienna: Sigmund Freud GmbH, [2018]. 65 s. ISBN 978-3-9503774-5-3. (německy) (anglicky)
- PESSLER, Monika; FINZI, Daniela. SURREAL! : Vorstellung neuer Wirklichkeiten. Wien: Sigmund Freud Museum, 2022. 72 s. (německy)